# Maria Aumacellas Salayet
Maria Aumacellas Salayet (Palafrugell, 16 de setembre de 1910 - Palma, 24 d'agost 1988) fou una nedadora i entrenadora catalana.
Als set anys, la seva família es traslladà a viure a Barcelona, on va practicar natació al Club Natació Barcelona, fou especialista en les proves d'estil lliure i esquena. Durant la dècada de 1930 fou diversos cops campionat d'Espanya i de Catalunya. Guanyà el campionat de Catalunya de 400 m lliures els anys 1928, 1929 i 1931) i els 100 m esquena els anys 1929 i 1931. També guanyà la travessia al Port de Barcelona en dues ocasions (1928 i 1929) i al llac de la Casa de Campo. Va batre el rècord d'Espanya en les proves de 200, 300, 400, 500, 800, 1.000 i 1.500 m lliures, 100, 200 i 400 m esquena, 4x100 m lliures i 3x100 m estils.
Resident a Madrid, el 1952 fou introductora de la natació sincronitzada al Real Canoe NC, essent-ne entrenadora. Com a homenatge pòstum, des del 2007 se celebra el Torneig Villa de Madrid Memorial Maria Aumacellas de natació sincronitzada.

## Palmarès
- 9 Campionats de Catalunya de natació
  - 2 en 100 m lliures: 1929 i 1931
  - 3 en 400 m lliures: 1928, 1929 i 1931
  - 3 en 4x50 m lliures: 1928, 1930 i 1931
  - 1 en 4x100 m lliures: 1932